# 泡沫環
泡沫環（bubble ring）是在水裏的渦環（vortex ring），在環內充滿了空氣。當泡沫環在水裏移動時，環內空氣與附近的水都會呈角向轉動（poloidal rotation），就好像當滾動一串柔軟的手鐲於手臂時，手鐲會呈平移運動與角向轉動一樣。泡沫環角向轉動越快，就會變得越穩定。圖為日本島根海洋館的三隻白鯨同時吹出泡沫環。